# 曾健成
曾健成（英語：Bull Tsang Kin-shing，1956年1月26日—），綽號阿牛，前香港立法局議員，前東區區議會樂康選區議員，香港政治組織民主救港力量召集人、保釣行動委員會召集人、苦業主團結陣線召集人及香港民間電台台長。於社會民主連線解散時擔任常務委員。

## 生平
曾健成在香港出生長大，祖籍廣東惠州，是一名基督徒，已婚，育兩子，加入政界純綷出於偶然。
1989年，當時香港社會因為六四事件而引發起不少有心人以行動支持他們。作為一個地盤判頭、出身於草根階層的曾健成亦因為這個緣故，創建「民主台」，認識了支聯會的一眾人士。其後積極參與社會運動。

## 政治生涯

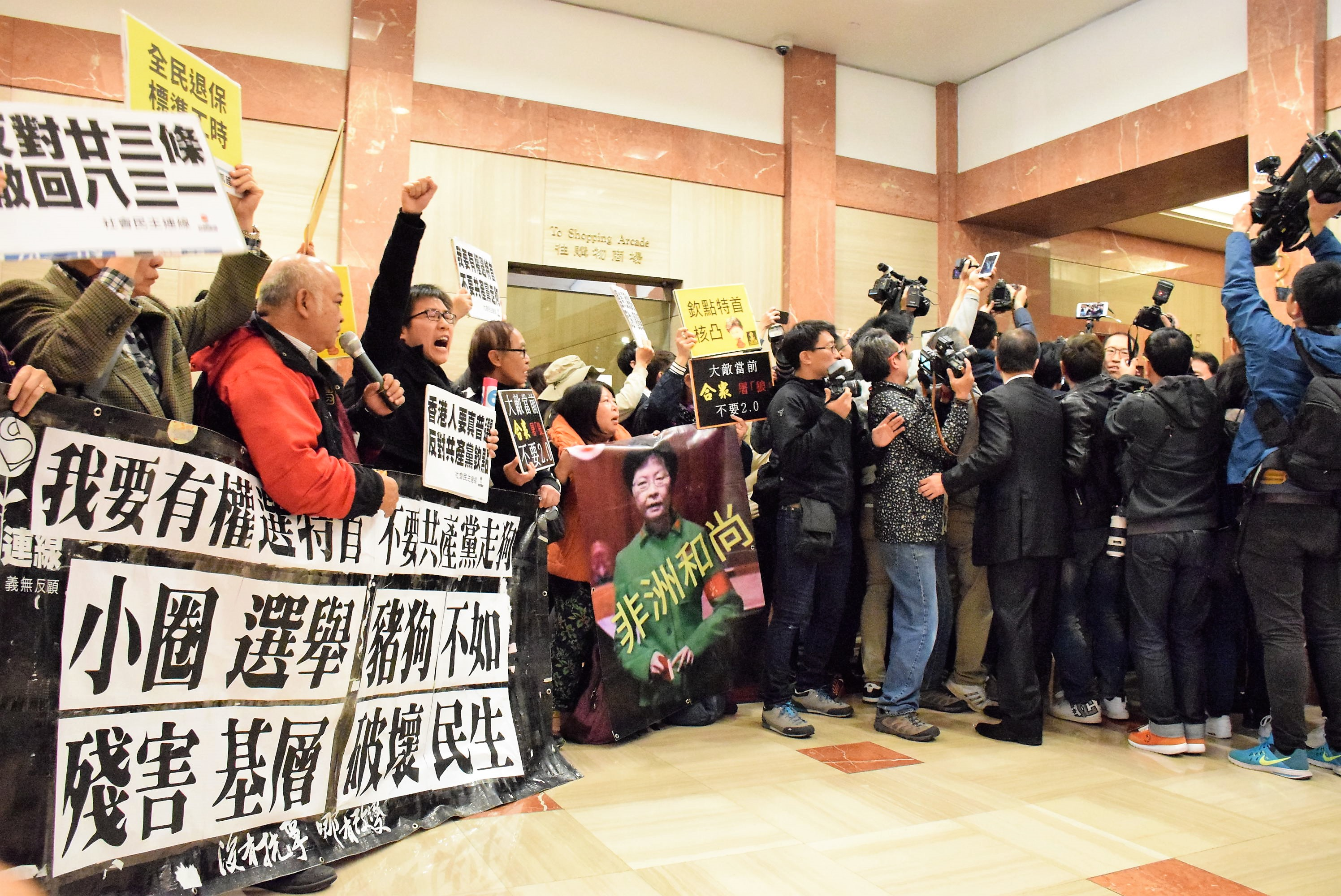
曾健成（紅衣者）在林鄭月娥報名參選特首時向她示威（2017年2月28日）

曾加入民主黨，是民主黨的創黨成員之一，並於1995年的立法局議員選舉中，以曾任地盤判頭的身份代表新九組中的“漁農、礦產、能源及建造界”分組裡勝出，晉身議員行列。在第一次開會之前，曾與當時任香港總督的彭定康打賭會在首次會議穿西裝出席。開會當日，彭定康遵守承諾，給了他一張有親筆簽名的500元鈔票。
1998年與由陶君行、鄭家富、陳國樑等民主黨內議員組成的「少壯派」，爭取民主黨改革。
1999年香港區議會選舉，競逐連任東區區議會樂康選區議席，敗於民建聯的陳達強。
2000年香港立法會選舉，因堅持競逐立法會香港島選區議席，而退出民主黨。與陳添勝及陳國樑以獨立民主派身份，打出「窮人要出聲」的口號，組成一張名單參選，但最終落敗，未能重返立法機關。
2003年香港區議會選舉，在自己家居所在的東區樂康選區（範圍為柴灣康翠臺、樂翠臺、山翠苑），擊敗香港孔教學院院長湯恩佳之女兒湯棋淯，重返區議會。
2004年香港立法會選舉中，曾健成以獨立候選人身分，夥拍香港職工會聯盟副主席鍾松輝及前香港大學學生會會長鄧徐中參選香港島選區，最後仍然落選。
2006年，曾健成分別籌組SOS業主陣線及社會民主連線。
2007年香港區議會選舉，曾健成以1912票擊敗民建聯的黃家維，成功連任。
2008年7月，曾健成代表社會民主連線參選立法會選舉港島區，最後得票10,202票（3.25%）落選。
2011年香港區議會選舉，競逐連任東區區議會樂康選區議席，以1871票對1916票，45票之差敗於報稱獨立的候選人李進秋。
2015年香港區議會選舉，第六次競逐東區區議會樂康選區議席，以1969票對2396票，427票之差再次敗於報稱獨立的候選人李進秋。
2019年香港區議會選舉，第七次競逐東區區議會樂康選區議席，以3563票對2800票擊敗李進秋當選再度重返區議會。

## 民間電台

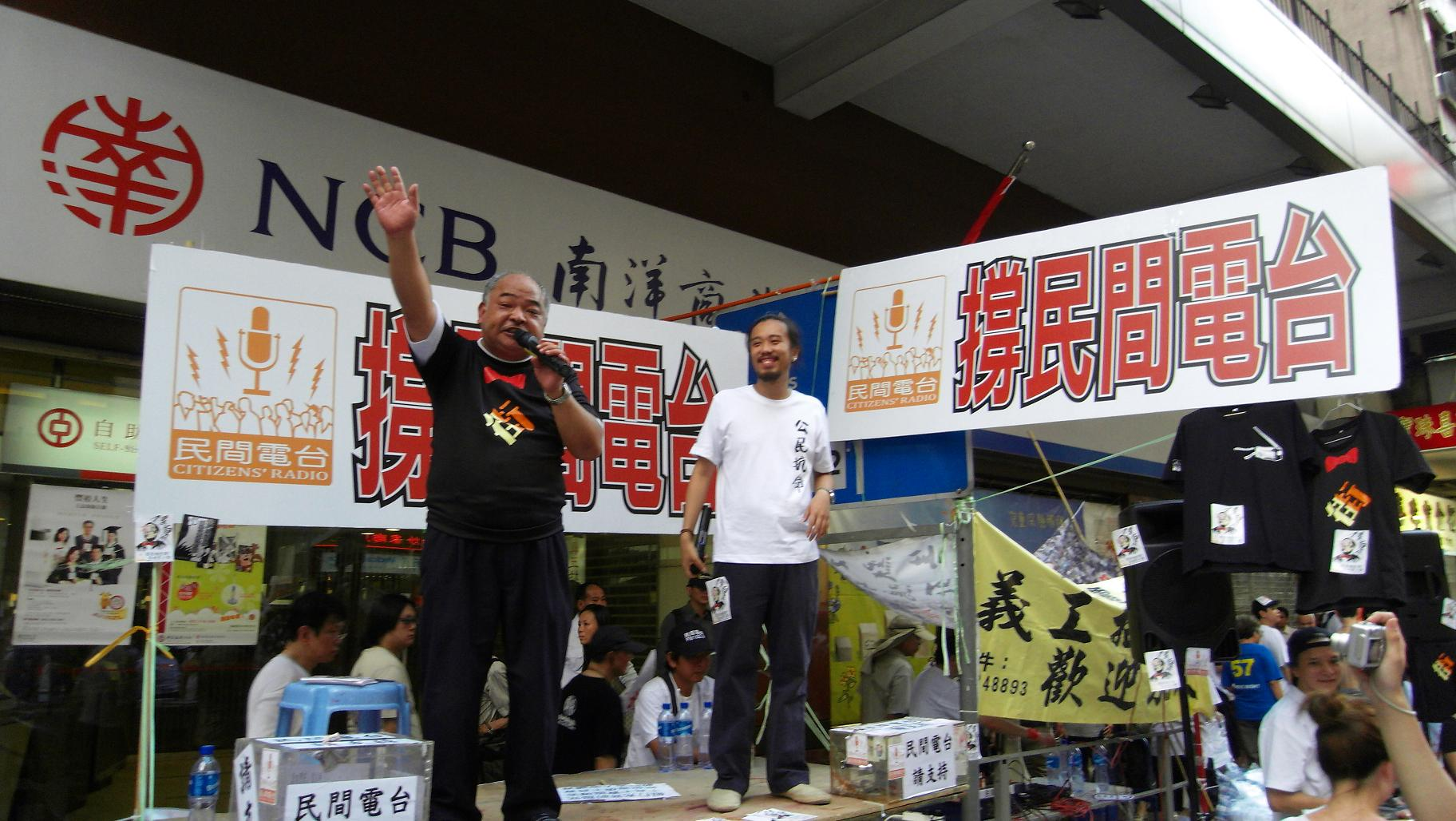
曾健成（左）參加七一大遊行時出席支持民間電台的行動（2009年）

2005年開始，曾健成投入爭取開辦公眾頻道及民間電台的工作。2006年8月30日，因「非法佔用频道」的罪名，曾的电台被電訊管理局取缔。
2008年1月，他被香港電訊管理局檢控，指他「非法廣播」違反司法當局早前所訂下的禁制令。
2008年5月，電訊管理局對民間電台提出一項新的非法廣播起訴，11名被告中有六名民主派立法會議員，其中包括支聯會主席司徒華，控罪是非法廣播和串謀協助他人非法廣播等。曾健成當時表示，電台在5月底、6月4日天安門民運周年和7月1日香港主權移交周年仍會繼續廣播。

## 登上釣魚島
1996年，曾健成率先發起前往釣魚台拆日本政府興建的燈塔，以回應日本右翼團體日本青年社在釣魚台矗立一座燈塔的行動。他曾成立「保釣行動委員會」，並多次組織漁船，由台灣和英屬香港出發赴釣魚台宣示中國主權。最後，由「保釣行動委員會」成員陳裕南及時為新黨籍臺北縣議員金介壽（已在2006年初由親民黨轉投中國國民黨），在釣魚台礁石上插上「青天白日滿地紅旗」及「五星紅旗」（皆代表中國國旗）。自此之後，他曾接受訪問表明不再踏足日本，也不會買日貨。
2012年8月15日，曾健成與香港保釣行動委員會人士一同登上釣魚台。

## 反對逃犯條例修訂草案運動中參與
和黨友及其他泛民主派人士相若，曾健成於反對逃犯條例修訂草案運動期間都有作出參與及支持。
於2020年香港元旦大遊行期間，警方故意將被捕人士的衫褲鞋襪扣起，並供應如囚衣一般的灰色衫褲及膠拖鞋要他們穿上離開警署。他期後與多名區議員及巿民收集不同尺碼的衣物、球鞋及食物等放在北角警署外，支援獲釋人士。

## 其他事跡

### 港鐵站示威案
2016年4月8日，曾健成在港鐵旺角站抗議港鐵加價，在站內張貼示威標語，港鐵職員上前勸阻但不獲理會，遂以違反《港鐵附例》作出票控。2017年3月7日，於觀塘裁判法院被裁定罪名成立，罰款1,500港元，裁判官指附例沒違反《基本法》及《人權法》，港鐵有法定理據去保障港鐵財產及防止公眾被滋擾，控方指出港鐵有檢控權，被告的示威自由並非絕對。曾健成則稱《附例》較《公安條例》更保守及壓制人權。其後，他申請法律援助。
2018年，他就控罪提出上訴。6月，高等法院駁回其上訴申請，維持原判，曾認為《港鐵附例》第32條（a）的定義太寬廣，即時再向高等法院申請上訴至終審法院獲批准。

### 時代廣場擺放劉曉波銅像
2018年5月31日起，曾健成與多名義工在銅鑼灣時代廣場對開鐘樓旁，先後擺放一個已故中國持不同政見者劉曉波的白色半身像和一個銅製全身坐像，原定在露天廣場展出至2018年7月13日，即劉逝世1周年，再移師至金鐘添馬公園舉行追思會。6月7日，曾健成收到時代廣場寄出的信件，指因颱風逼近香港，天文台指風力將增強並發出三號強風信號，「基於公共安全」以及「收到大量顧客和鄰近商戶投訴」指他們發出噪音和阻塞通道，要求他們盡快拆除搭建物，並離開該範圍。6月8日，現場義工收到專人派來的律師信，指他們於未經時代廣場授權下，在露天廣場搭建帳篷及展台，以揚聲器宣傳政治理念，並邀請及接受途人捐款，聲稱有關含商業元素的行為不被允許及會被視為干擾公眾，要求他們立即離開並移除物品，及保留索償權利，在無可奈何下廣場將向法院申請禁制令。
民主黨何俊仁呼籲時代廣場能「有點人情味」，指劉曉波奉獻一生爭取民主與和平，希望能讓公眾向他表達敬意。
最終，該些雕塑和物品在6月19日由社民連派員搬走，遷移至銅鑼灣百德新街和記利佐治街交界空地擺放至7月13日劉曉波逝世1周年當天，呼籲市民繼續前往參觀，同時批評時代廣場出於政治理由打壓表達政見自由；時代廣場回應稱露天廣場位置地段屬私人擁有，擺放物品不符合契約准許的「開放予公眾作行人通道和靜態康樂用途」。
《眾新聞》和《852郵報》指出在2010年和2014年，分別有團體於廣場擺放民主女神像和六四屠城浮雕與坦克，但未見阻撓，雖遭當局票控，但最後獲判上訴得直。

### 擺放慰安婦銅像
2017年8月15日起，曾健成連同保釣行動委員會在中環行人天橋對正交易廣場日本駐香港總領事館外擺放慰安婦少女銅像，抗議日本首相安倍晉三的慰安婦及其右翼政策，要求日本政府道歉賠償。

## 外部連結
- 社會民主連線網站（页面存档备份，存于）
- 曾健成（阿牛）facebook（页面存档备份，存于）
- SOS業主陣線
- 曾健成（阿牛）腾讯微博（页面存档备份，存于）